# Llista d'episodis de Slam Dunk

## Llista d'episodis
Aquests són els títols catalans de la sèrie Slam Dunk, emprats a la versió catalana de Televisió de Catalunya.
| #   | Títol en català | Data d'estrena al Japó | Data d'estrena a Catalunya |
| --- | --- | ---------------------- | -------------------------- |
| 1   | Ha nascut un geni del bàsquet!? Tensai Basuketto Man Tanjō!? (天才バスケットマン 誕生!?)                                                                 | 16 d'octubre de 1993   | 7 de gener de 2004         |
| 2   | No suporto el basquet. En Hanamichi contra en Rukawa. Kutabare Basuke! Hanamichi tai Rukawa (くたばれバスケ! 花道VS流川)                                 | 30 d'octubre de 1993   | 8 de gener de 2004         |
| 3   | En Hanamichi contra el goril·la, l'enfrontament decisiu Gorira tai Hanamichi! Kyūkyoku no Kessen!! (ゴリラVS花道! 究極の対決!!)                          | 6 de novembre de 1993  | 9 de gener de 2004         |
| 4   | El jugador Hanamichi entra a l'equip de bàsquet Basuketto Man Hanamichi Nyubu! ((バスケットマン花道入部!)                                                | 13 de novembre de 1993 | 12 de gener de 2004        |
| 5   | Una tarda de ganduleria Konjō Nashi no Sabato (根性なしの午後)                                                                                           | 20 de novembre de 1993 | 13 de gener de 2004        |
| 6   | En Rukawa contra l'Akagi. Enfrontament cara a cara Rukawa tai Akagi: Honmono Taiketsu! (流川VS赤木·本物対決!)                                            | 4 de desembre de 1993  | 14 de gener de 2004        |
| 7   | El debut d'en Hanamichi. Una explosió d'esmaixades Hanamichi Debyū! Danku Sakuretsu! (花道デビュー!ダンクさく裂)                                         | 11 de desembre de 1993 | 15 de gener de 2004        |
| 8   | En Hanamichi té problemes! La trampa del capità de l'equip de judo Hanamichi Pinchi! Jūdō Otoko no Wana (花道ピンチ! 柔道男の罠)                         | 18 de desembre de 1993 | 16 de gener de 2004        |
| 9   | Vull jugar a bàsquet! Orewa basuketto wo yaru! (オレは バスケットをやる!)                                                                                | 25 de desembre de 1993 | 19 de gener de 2004        |
| 10  | Que difícil que és fer un llançament normal i corrent! Shomin no Shūto wa Muzukashii (庶民のシュートは むずかしい)                                       | 8 de gener de 1994     | 20 de gener de 2004        |
| 11  | Els enamorats s'entrenen tots dos sols!? Futari dake no Ai no Himitsu Tokkun!? (二人だけの 愛の秘密特訓!?)                                               | 15 de gener de 1994    | 21 de gener de 2004        |
| 12  | Hem de guanyar als del Ryonan! El duríssim entrenament del vespre abans del partit! Taose Ryōnan! Kessen Zen'ya no Mōtokkun (倒せ陵南! 決戦前夜の猛特訓) | 22 de gener de 1994    | 22 de gener de 2004        |
| 13  | El Shohoku contra el Ryonan! El fervor dels capitans! Sōhoku tai Ryōnan, Moeru Kyaputen! (湘北VS陵南 燃える主将(キャプテン)!)                            | 29 de gener de 1994    | 23 de gener de 2004        |
| 14  | Bàsquet al màxim nivell! La ratxa imparable del Ryonan! Chō Kōkō Kyū! Ryōnan Dotō no Kōgeki (超高校級! 陵南ドトウの攻撃)                                 | 5 de febrer de 1994    | 26 de gener de 2004        |
| 15  | El debut ple de nervis d'en Hanamichi Hanamichi Kinchō no Hare Butai! (花道キンチョーの 晴れ舞台!)                                                       | 12 de febrer de 1994   | 27 de gener de 2004        |
| 16  | "Però que fa aquest?!" L'error de càlcul d'en Taoka Nanda Koisu wa!? Taoka no Gosan (なんだコイツは!? 田岡の誤算)                                        | 19 de febrer de 1994   | 28 de gener de 2004        |
| 17  | El rei del rebot. El suplici d'en Hanamichi Sakuragi Ribaundo Ō Sakuragi Hanamichi no Kunō (リバウンド王 桜木花道の苦悩)                                 | 26 de febrer de 1994   | 29 de gener de 2004        |
| 18  | Els últims dos minuts. Donaré una lliçó a en Sendo Rasuto Ni Bun! Sendō wa Ore ga Taosu (ラスト2分! 仙道は俺が倒)                                        | 5 de març de 1994      | 30 de gener de 2004        |
| 19  | Final del partit. El resultat del partit amb el Ryonan Taimu Appu! Ketchaku Ryōnan Sen (タイムアップ! 決着陵南戦)                                        | 12 de març de 1994     | 2 de febrer de 2004        |
| 20  | Vambes de bàsquet (1a part) Basuketto Shūzu (バスケットシューズ)                                                                                         | 19 de març de 1994     | 3 de febrer de 2004        |
| 21  | Dos nois super conflictius. En Hanamichi i en Miyagi Sūpā Mondaiji! Hanamichi tai Miyaga (スーパー問題児! 花道VS宮城)                                    | 26 de març de 1994     | 4 de febrer de 2004        |
| 22  | Neix la pitjor parella d'idiotes de la història Shijō Saiaku doahō Konbi Tanjō (史上最悪どあほう コンビ誕生)                                             | 16 d'abril de 1994     | 5 de febrer de 2004        |
| 23  | L'últim dia de l'equip de bàsquet del Shohoku Shōhoku Basuke-bu Saigo no Hi (湘北バスケ部 最後の日)                                                      | 23 d'abril de 1994     | 6 de febrer de 2004        |
| 24  | Els defensors de la justícia ja són aquí: La banda d'en Sakuragi Seigi no Mikata: Sakuragi Gundan Sanjō! (正義の味方•桜木軍団参上)                       | 30 d'abril de 1994     | 9 de febrer de 2004        |
| 25  | El noi que volia guanyar el campionat nacional Zenkoku Seiha o Mezashita Otoko (全国制覇をめざした男)                                                    | 7 de maig de 1994      | 10 de febrer de 2004       |
| 26  | El sofriment d'en Hishashi Mitsui, 15 anys Mitsui Jūgo-sai no Nayami (三井寿15歳の悩み)                                                                  | 14 de maig de 1994     | 11 de febrer de 2004       |
| 27  | Tinc ganes de jugar a bàsquet! Basuke ga Shitai desu! (バスケがしたいです!)                                                                              | 21 de maig de 1994     | 12 de febrer de 2004       |
| 28  | Comença la eliminatòria del campionat interescolar Intāhai Yosen Kaishi (インターハイ予選開始)                                                           | 28 de maig de 1994     | 13 de febrer de 2004       |
| 29  | En Hanamichi s'estrena en un partit oficial Hanamichi! Kōshikisen Debyū (花道!公式戦デビュー)                                                            | 18 de juny de 1994     | 16 de febrer de 2004       |
| 30  | El contraatac majestuós de la banda dels penedits Hansei Gundan no Daihangeki (ハンセイ軍団の大反撃)                                                     | 25 de juny de 1994     | 17 de febrer de 2004       |
| 31  | L'arma secreta del gran rival, el Miuradai Shukuteki Miuradai no Himitsu Heiki (宿敵三浦台の 秘密兵器)                                                   | 2 de juliol de 1994    | 18 de febrer de 2004       |
| 32  | L'esmaixada letal del geni Hanamichi Tensai Hanamichi! Hissatsu Danku (天才花道!必殺ダンク)                                                              | 16 de juliol de 1994   | 19 de febrer de 2004       |
| 33  | En Hanamichi Sakuragi: El rei dels expulsats? Taijō Ō!? Sakuragi Hanamichi (退場王!?桜木花道)                                                            | 6 d'agost de 1994      | 20 de febrer de 2004       |
| 34  | La lliçó d'en Gori. Mata amb la mirada! Gori Jikiden: Me de Korose! (ゴリ直伝•眼で殺せ!)                                                                 | 20 d'agost de 1994     | 23 de febrer de 2004       |
| 35  | La passió fervent dels joves Otokotachi no Atsuki Omoi (男たちの熱き想い)                                                                                | 27 d'agost de 1994     | 24 de febrer de 2004       |
| 36  | Apareix l'institut Shoyo, equip preseleccionat Shīdo-Kō: Shōyō Tōjō (シード校•翔陽登場)                                                                  | 3 de setembre de 1994  | 25 de febrer de 2004       |
| 37  | El primer partit d'en Hanamichi al cinc inicial Hanamichi: Hatsu sutamen! (花道•初スタメン!)                                                             | 10 de setembre de 1994 | 26 de febrer de 2004       |
| 38  | El contraatac d'en Rukawa Rukawa no Hangeki! (流川の反撃!)                                                                                               | 17 de setembre de 1994 | 27 de febrer de 2004       |
| 39  | En Miyagi va com un llamp Denkōseka no Ryōta! (電光石火のリョータ!)                                                                                      | 24 de setembre de 1994 | 1 de març de 2004          |
| 40  | En Hanamichi Sakuragi, el rei dels rebots Ribaundo Ō • Sakuragi Hanamichi (リバウンド王•桜木花道)                                                        | 1 d'octubre de 1994    | 2 de març de 2004          |
| 41  | L'as del Shoyo. Entra en Fujima Shōyō Ēsu: Fujima Tōjō (翔陽エース•藤真登場)                                                                             | 1 d'octubre de 1994    | 3 de març de 2004          |
| 42  | L'as del Shoyo. L'habilitat d'en Fujima Shōyō Ēsu Fujima no Jitsuryoku (翔陽エース藤真の実力)                                                            | 15 d'octubre de 1994   | 4 de març de 2004          |
| 43  | En Mitsui està al límit? Mitsui, Genkai ka!? (三井、限界か!?)                                                                                            | 22 d'octubre de 1994   | 5 de març de 2004          |
| 44  | En Mitsui. La tempesta dels tres punts Mitsui! Arashi no Surī Pointo (三井!嵐の3(スリー)ポイント)                                                        | 5 de novembre de 1994  | 8 de març de 2004          |
| 45  | Una expulsió imminent? Les dificultats d'en Hanamichi Taijō Mezen!? Hanamichi Pinchi (退場目前!? 花道ピンチ)                                             | 26 de novembre de 1994 | 9 de març de 2004          |
| 46  | L'esmaixada explosiva d'en Hanamichi Hanamichi, Atsuki Danku (花道, 熱きダンク)                                                                          | 3 de desembre de 1994  | 10 de març de 2004         |
| 47  | El desafiament d'un rival Raibaru kara no chōsenjō (ライバルからの挑戦状)                                                                                | 10 de desembre de 1994 | 11 de març de 2004         |
| 48  | L'home que va jurar derrotar el Kainan Datō Kainan o chikau otoko (打倒海南を誓う男)                                                                     | 17 de desembre de 1994 | 12 de març de 2004         |
| 49  | El Takezono, l'última lluita Takezono, saigo no tōshi (武園•最後の闘志)                                                                                  | 24 de desembre de 1994 | 15 de març de 2004         |
| 50  | El desafiament al campió Ōja e no chōsen (王者への挑戦)                                                                                                  | 7 de gener de 1995     | 16 de març de 2004         |
| 51  | Fora dels càlculs?! En Hanamichi està en plena forma Keisangai!? Hanamichi zekkōchō (計算外!?花道絶好調!)                                                | 14 de gener de 1995    | 17 de març de 2004         |
| 52  | L'arma secreta que immobilitza a en Hanamichi Sakuragi fūji no himitsu heiki (桜木封じの秘密兵器!)                                                       | 21 de gener de 1995    | 18 de març de 2004         |
| 53  | En Gori es lesiona. És la fi? Gori fushō! Zettaizetsumei!? (ゴリ負傷!絶体絶命!?)                                                                         | 28 de gener de 1995    | 19 de març de 2004         |
| 54  | El germà petit del Gorila King Kong • Otōto (キングコング•弟)                                                                                            | 4 de febrer de 1995    | 22 de març de 2004         |
| 55  | L'home que controla el joc Gēmu o shihai suru otoko (ゲームを支配する男)                                                                                 | 11 de febrer de 1995   | 23 de març de 2004         |
| 56  | En Maki, l'as. A tota potència! Ēsu Maki, zenkai! (エース牧•全開!)                                                                                       | 18 de febrer de 1995   | 24 de març de 2004         |
| 57  | Anzai. L'aposta per la victòria Anzai, shōri e no kake! (安西•勝利への賭け!)                                                                             | 25 de febrer de 1995   | 25 de març de 2004         |
| 58  | Quins paios més tossuts! Shibutoi yatsura! (しぶとい奴ら!)                                                                                               | 4 de març de 1995      | 26 de març de 2004         |
| 59  | Últims deu segons. El desenllaç final Lasuto jyubyō! Kanzen kechakku (ラスト10秒!完全決着)                                                               | 11 de març de 1995     | 29 de març de 2004         |
| 60  | El Shohoku al caire de l'abisme Gakeppucha no Shōhoku (がけっぷちの湘北)                                                                                 | 18 de març de 1995     | 30 de març de 2004         |
| 61  | El contraatac de la bola de billar Bōzu atama no gyakushū! (ボーズ頭の逆襲!)                                                                             | 25 de març de 1995     | 31 de març de 2004         |
| 62  | Tres dies d'entrenament intesiu Tokkun 3 DAYS (特訓3DAYS)                                                                                                | 8 d'abril de 1995      | 1 d'abril de 2004          |
| 63  | Un partit crucial. El Kainan contra el Ryonan Chōjō kessen! Kainan vs Ryōnan (頂上決戦!海南VS陵南)                                                       | 8 d'abril de 1995      | 2 d'abril de 2004          |
| 64  | El Kainan al màxim nivell. La reacció dels campions Hanryō hakki! Ōja Kainan (本領発揮!王者•海南)                                                        | 15 d'abril de 1995     | 5 d'abril de 2004          |
| 65  | Combat d'estrelles: En Sendo contra en Maki Saikyō taiketsu! (最強対決!仙道VS牧)                                                                         | 29 d'abril de 1995     | 6 d'abril de 2004          |
| 66  | L'arriscada aposta d'en Sendo Sendō, isshun no kake! (仙道•一瞬の賭け!)                                                                                  | 13 de maig de 1995     | 7 d'abril de 2004          |
| 67  | El partit decisiu. El Shohoku contra el Ryonan Saichū kessen! (最終決戦!湘北VS陵南)                                                                      | 20 de maig de 1995     | 8 d'abril de 2004          |
| 68  | La salvació de l'equip? En Hanamichi Sakuragi Kyuseishū!? Sakuragi Hanamichi (救世主!?桜木花道)                                                          | 27 de maig de 1995     | 9 d'abril de 2004          |
| 69  | La crisi de joc d'en Gori Gori ihen! (ゴリ異変!) | 3 de juny de 1995      | 12 d'abril de 2004         |
| 70  | Goriesmaixada 2 Gorila danku II (ゴリラダンクII) | 10 de juny de 1995     | 13 d'abril de 2004         |
| 71  | El crit de guerra d'en Gori Gori, fukkatsu no osakebi! (ゴリ•復活の雄叫び!)                                                                              | 17 de juny de 1995     | 14 d'abril de 2004         |
| 72  | La humiliació més gran de la vida Jinsei saidai no kutsujoku (人生最大の屈辱)                                                                            | 1 de juliol de 1995    | 15 d'abril de 2004         |
| 73  | En Rukawa: l'aposta per la segona part Rukawa, kōhansen e no kake (流川•後半戦への賭け)                                                                  | 8 de juliol de 1995    | 16 d'abril de 2004         |
| 74  | El rival més perillós Motto mo kiken na chōsensha (最も危険な挑戦者)                                                                                     | 15 de juliol de 1995   | 19 d'abril de 2004         |
| 75  | Bon joc! Fain purei (ファインプレイ) | 22 de juliol de 1995   | 20 d'abril de 2004         |
| 76  | Sensació de victòria Shouri no yokan (勝利の予感) | 5 d'agost de 1995      | 21 d'abril de 2004         |
| 77  | Vosaltres sou molt bons Kimitachi wa tsuyoi (君たちは強い)                                                                                               | 12 d'agost de 1995     | 22 d'abril de 2004         |
| 78  | El retorn d'en Big Jun Fukkatsu! Tōjō, Uozumi Jun (復活!闘将•魚住純)                                                                                     | 19 d'agost de 1995     | 23 d'abril de 2004         |
| 79  | La reacció del Ryonan Burū Wēbu! Ryōnan no hangeki (BW(ブルーウェーブ)!陵南の反撃)                                                                       | 26 d'agost de 1995     | 26 d'abril de 2004         |
| 80  | Els problemes del Shohoku Shōhoku no fuan yōso (湘北の不安要素)                                                                                          | 2 de setembre de 1995  | 27 d'abril de 2004         |
| 81  | En Sendo ataca. La desfeta del Shohoku Sendō Faiyā!Shōhoku hōkai (仙道ファイヤー! 湘北崩壊!!)                                                            | 9 de setembre de 1995  | 28 d'abril de 2004         |
| 82  | L'exhibició del principiant Hanamichi Doshirōto, Hanamichi hanryō hakki (ド素人•花道本領発揮)                                                            | 21 d'octubre de 1995   | 29 d'abril de 2004         |
| 83  | La determinació d'en quatre-ulls Fuku kyaputen megane-kun no shūnen (副主将(キャプテン)メガネ君の執念)                                                   | 28 d'octubre de 1995   | 30 d'abril de 2004         |
| 84  | Victòria o derrota Shōhai (勝敗) | 4 de novembre de 1995  | 3 de maig de 2004          |
| 85  | Un nou repte: el campionat nacional Aratanaru chōsen! Sengoku seiha (あらたなる挑戦! 全国制覇)                                                           | 11 de novembre de 1995 | 4 de maig de 2004          |
| 86  | L'ambició d'en Rukawa Rukawa no yabō (流川の野望) | 18 de novembre de 1995 | 5 de maig de 2004          |
| 87  | El millor jugador del Japó Nihonichi no kōkōsei (日本一の高校生)                                                                                         | 25 de novembre de 1995 | 6 de maig de 2004          |
| 88  | Els Estats Units: la meca del bàsquet Basuketto no kuni America (バスケットの国アメリカ)                                                                 | 2 de desembre de 1995  | 7 de maig de 2004          |
| 89  | L'esperit d'en Rukawa Kikisemaru! Rukawa (鬼気迫る!流川)                                                                                                 | 9 de desembre de 1995  | 10 de maig de 2004         |
| 90  | El millor jugador de debò del Shohoku Shohoku shin no eesu! (湘北真のエース!)                                                                            | 16 de desembre de 1995 | 11 de maig de 2004         |
| 91  | El campionat nacional perilla! Zenkoku ga abunai! (全国が危ない!)                                                                                        | 23 de desembre de 1995 | 12 de maig de 2004         |
| 92  | Amics! la colla d'en Hanamichi Otoko no yūjyō!? Sakuragi gundan (男の友情!?桜木軍団)                                                                     | 13 de gener de 1996    | 13 de maig de 2004         |
| 93  | El repte dels 20.000 tirs Nimanbon e no chōsen (2万本への挑戦)                                                                                           | 20 de gener de 1996    | 14 de maig de 2004         |
| 94  | El combat ferotge de Shizuoka. El Shohoku contra el Josei Shizuoka no gekitō! Shōhoku vs Jōsei (静岡の激闘! 湘北VS常誠)                                  | 27 de gener de 1996    | 17 de maig de 2004         |
| 95  | El dia més apassionant d'en Hanamichi Hanamichi no motto mo attsuki ichinichi (花道の最も熱き一日)                                                       | 3 de febrer de 1996    | 18 de maig de 2004         |
| 96  | Les sabatilles de bàsquet 2 Basuketto shūzu II (バスケットシューズII)                                                                                    | 10 de febrer de 1996   | 19 de maig de 2004         |
| 97  | Sentiments apassionats. El retorn de l'Uozumi Atsuki omoi, Uozumi futatabi (熱き思い•魚住再び!)                                                          | 17 de febrer de 1996   | 20 de maig de 2004         |
| 98  | Comença un combat ferotge. El shohoku contra el combinat del Shoyo i el Ryonan. Gekitō kaishi! Shōhoku vs Shōyō/Ryōnan (激闘開始! 湘北VS翔陽•陵南)       | 24 de febrer de 1996   | 21 de maig de 2004         |
| 99  | El Shohoku perilla. L'amenaça de la legió invencible Shōhoku ayaushi! Kyōi no saikyō gundan (湘北危うし! 脅威の最強軍団)                                 | 2 de març de 1996      | 24 de maig de 2004         |
| 100 | El miracle d'en Hanamichi Sakuragi Kiseki no otoko, Sakuragi Hanamichi (奇跡の男•桜木花道!)                                                              | 9 de març de 1996      | 25 de maig de 2004         |
| 101 | L'esmaixada de la glòria Eikō no suramu danku (栄光のスラムダンク)                                                                                       | 23 de març de 1996     | 26 de maig de 2004         |

## Llista d'episodis directes a vídeo domèstic (OVAs)
A més dels episodis emesos per televisió, al Japó es varen vendre uns episodis directament en vídeo. Aquests episodis mai han arribat a editar-se en català, per tant, el títol que es mostra és una traducció directa.
| # | Títol en català | Data d'estrena al Japó |
| - | --- | ---------------------- |
| 1 | Slam Dunk: La gran esmaixada Suramu Danku (スラム ダンク) | 12 de març de 1994     |
| 2 | Slam Dunk: El campionat nacional! Ànims, Hanamichi Sakuragi! Slam Dunk: Zenkoku seiha da! Sakuragi Hanamichi (SLAM DUNK 全国制覇だ！桜木花道)                                                                                | 20 de juliol de 1994   |
| 3 | Slam Dunk: La gran crisi del Shohoku! Crema, Hanamichi Sakuragi! Slam Dunk Shōhoku kaidai no kiki! Moeru Sakuragi Hanamichi (SLAM DUNK 湘北最大の危機！燃えろ桜木花道)                                                       | 12 de març de 1995     |
| 4 | Slam Dunk: L'ànima rugent del jugador de bàsquet! L'ardent estiu d'en Hanamichi i en Rukawa! Slam Dunk: Hoero basketman tamashii!! Hanamichi to Rukawa no nekki natsu (SLAM DUNK 吠えろバスケットマン魂!!花道と流川の熱き夏) | 15 de juliol de 1995   |